# Berengário de Tolosa
Berenguer de Tolosa (814–835) foi um conde de origem carolíngia e governante de Narbona. Governou entre 832 e 835. Foi antecedido no governo do condado por Bernardo de Septimânia, que governou pela 2ª vez, tendo-lhe seguido Sunifredo de Narbona que também foi conde de Barcelona. O seu sobrinho Berengário foi Sacro Imperador Romano-Germânico.